# Lata Mangeshkar
Lata Mangeshkar (en maratí: लता मंगेशकर (Indore, 28 de septiembre de 1929-Bombay, 6 de febrero de 2022) fue una cantante india reconocida como dobladora musical en las películas de Bollywood.

## Biografía
Fue la hermana mayor de los cantantes Asha Bhosle, Hridaynath Mangeshkar, Usha Mangeshkar y Meena Khadikar. Entrenada desde los cinco años de edad por su padre, el cantante clásico Deenanath Mangeshkar, su carrera se inició en 1942. En siete décadas de carrera, cantó en más de mil películas en cerca de veinte lenguas de la India, principalmente hindi y marathi. Por haber interpretado canciones también en bengalí y urdú, fue extremamente popular en Bangladés y en Pakistán. Es famosa la anécdota acerca de un general paquistaní que, durante un acto diplomático con representantes indios, bromeó diciendo que estaría dispuesto a entregar los territorios en litigio de Azad Cachemira a cambio de Lata.
Recibió las más altas condecoraciones artísticas indias, entre ellas el premio Bharat Ratna.
Apareció en el Libro Guinness de los récords desde 1974 hasta 1991 como la cantante más grabada del mundo. 
Además de productora de las películas Vaadal (1953, Marathi), Jhaanjhar (1953, hindi), Kanchan (1955, hindi) y Lekin (1990, hindi), ejerció como directora musical ocasional. A finales de la década de 1960, compuso música para varias películas en marathi con el seudónimo Anand Ghan.[cita requerida]
Freddie Mercury, fundador y voz principal de la banda Queen, la mencionó como una de sus grandes influencias. El productor Dr Dre hubo de pagar dos millones de dólares a Lata Mangeshkar por la utilización en 2002 de un extracto de la canción Kaliyon Ka Chaman Thoda Resham Lagta Hai (de la película Jyoti) en la canción Addictive, de Shari Watson.

## Carrera como cantante

### Primeros años de carrera en la década de 1940
En 1942, cuando Mangeshkar tenía 13 años, su padre murió de enfermedad cardíaca Master Vinayak, propietario de la compañía cinematográfica Navyug Chitrapat y amigo íntimo de la familia Mangeshkar, se hizo cargo de ellos. La ayudó a iniciarse en su carrera como cantante y actriz.
Cantó la canción "Naachu Yaa Gade, Khelu Saari Mani Haus Bhaari", que fue compuesta por Sadashivrao Nevrekar para la película en Marathi de Vasant Joglekar Kiti Hasaal (1942), pero la canción fue eliminada del montaje final. Vinayak le dio un pequeño papel en la película marathi de Navyug Chitrapat Pahili Mangalaa-gaur (1942), en la que cantó "Natali Chaitraachi Navalaai" que fue compuesta por Dada Chandekar. Su primera canción en hindi fue "Mata Ek Sapoot Ki Duniya Badal De Tu" para la película marathi Gajaabhaau (1943). La industria de Bollywood aún no había encontrado su lugar, por lo que Mangeshkar tuvo que concentrarse primero en la actuación, algo que no le gustaba, ya que las luces y la gente dándole órdenes la hacían sentir incómoda.
Se trasladó a Mumbai en 1945, cuando la compañía del maestro Vinayak trasladó allí su sede. Comenzó a tomar clases de música clásica indostánica de Ustad Aman Ali Khan de Bhindibazaar Gharana. Cantó "Paa Lagoon Kar Jori" para la película en hindi de Vasant Joglekar Aap Ki Seva Mein (1946), que fue compuesta por Datta Davjekar. El baile de la película fue interpretado por Rohini Bhate, que posteriormente se convirtió en una famosa bailarina clásica. Lata y su hermana Asha interpretaron papeles menores en la primera película en hindi de Vinayak, Badi Maa (1945). En esa película, Lata también cantó un bhajan, "Maata Tere Charnon Mein". Fue presentada al director musical Vasant Desai durante la grabación de la segunda película en hindi de Vinayak, Subhadra (1946).
Tras la muerte de Vinayak en 1948, el director musical Ghulam Haider fue su mentor como cantante. La presentó al productor Sashadhar Mukherjee, que entonces estaba trabajando en la película [Shaheed (película de 1948)|Shaheed]] (1948), pero Mukherjee descartó su voz por considerarla "demasiado fina". Un molesto Haider respondió que en los próximos años los productores y directores "caerían rendidos a los pies de Lata" y le "rogarían" que cantara en sus películas. Haider le dio su primera gran oportunidad con la canción "Dil Mera Toda, Mujhe Kahin Ka Na Chhora" -con letra de Nazim Panipati- en la película Majboor (1948), que se convirtió en su primer gran éxito cinematográfico. En una entrevista con motivo de su 84.º cumpleaños en 2013, declaró: "Ghulam Haider es realmente mi padrino. Fue el primer director musical que mostró una fe total en mi talento".
Al principio, se dice que imitó a la aclamada cantante Noor Jehan, pero más tarde desarrolló su propio estilo de canto. Aportó un nuevo estilo de canto característico a la música de las películas indias, alejándose de las interpretaciones al estilo mehfil para adaptarse a las protagonistas femeninas tanto "modernas" como "tradicionales". Con una voz de rango soprano con menos volumen o amplitud, tenía suficiente peso en su voz para dar forma definitiva a la melodía de las canciones del cine indio. Aunque al principio de su carrera tenía unas habilidades limitadas como coloratura desarrolló un mejor tono y afinación a medida que progresaba en su carrera de intérprete. Las letras de las canciones de las películas en hindi eran, en aquellos tiempos, compuestas principalmente por poetas urdu y contenían una mayor proporción de palabras en Urdu, incluidos los diálogos. El actor Dilip Kumar hizo en una ocasión un comentario ligeramente desaprobatorio sobre su acento al cantar canciones en hindi/urdú; por lo que durante un tiempo tomó clases de urdu con un profesor de urdu llamado Shafi. En entrevistas posteriores dijo que Noor Jehan la había escuchado de niña y le había dicho que practicara mucho. Las dos siguieron en contacto durante muchos años.
Uno de sus primeros grandes éxitos fue "Aayega Aanewaala", una canción de la película Mahal (1949), compuesta por el director musical Khemchand Prakash y sincronizada en la pantalla por la actriz Madhubala. Este fue un momento decisivo para ella, y un catalizador para el reconocimiento de los cantantes de playback en la India. Antes de esto, los cantantes de playback eran vistos como el equivalente vocal de un doble de acción y permanecían invisibles y sin crédito. Esta canción fue un éxito tan grande que Radio Goa reveló su identidad y la convirtió en una estrella por derecho propio. Esto abrió la puerta a que otros cantantes de playback obtuvieran el reconocimiento que merecían.

### Década de 1950
En la década de 1950, Mangeshkar cantó canciones compuestas por varios directores musicales de la época, como Anil Biswas (en películas como Tarana (1951) y Heer (1956)), Shankar Jaikishan, Naushad Ali, S. D. Burman, Sardul Singh Kwatra, Amarnath, Husanlal y Bhagatram (en películas como Bari Behen (1949), Meena Bazaar (1950), Aadhi Raat (1950), Chhoti Bhabi (1950), Afsana (1951), Aansoo (1953) y Adl-e-Jehangir (1955)), C. Ramchandra, Hemant Kumar, Salil Chowdhury, Datta Naik, Khayyam, Ravi, Sajjad Hussain, Roshan, Kalyanji-Anandji, Vasant Desai, Sudhir Phadke, Hansraj Behl, Madan Mohan, y Usha Khanna. Cantó "Sri Lanka, Ma Priyadara Jaya Bhumi", una canción en Sinhala, para la película de 1955 Sri Lankan Seda Sulang. Lata Didi grabó su primera canción en telugu Nidhurapora Thammudaa en la película telugu de 1955 Santhanam para el director musical Susarla Dakshinamurthi. Debutó en el playback tamil con Vanaradham en 1956 (Uran Khotala doblada en tamil) con la canción tamil Enthan Kannalan para Nimmi en la versión doblada compuesta por Naushad.

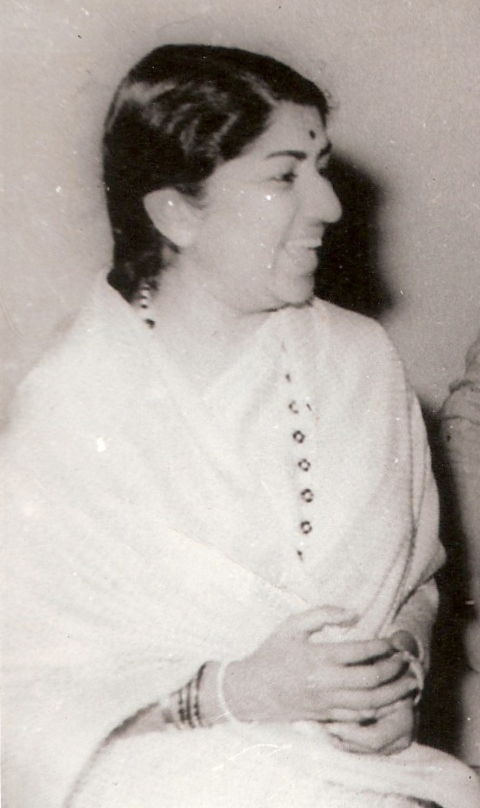
Mangeshkar hacia 1960.

Cantó muchas canciones basadas en raga para Naushad en películas como Deedar (1951), Baiju Bawra (1952), Amar (1954), Uran Khatola (1955) y Madre India (1957). Ae Chorre Ki Jaat Badi Bewafa, un dúo con G. M. Durrani, fue su primera canción para el compositor Naushad. El dúo, Shankar-Jaikishan, eligió a Lata para Barsaat (1949), Aah (1953), Shree 420 (1955) y Chori Chori (1956). Antes de 1957, el compositor S. D. Burman la eligió como cantante femenina principal para sus partituras en Sazaa (1951), House No. 44 (1955), y Devdas (1955). Sin embargo, en 1957 se produjo un distanciamiento entre ella y Burman, y no volvió a cantar sus composiciones hasta 1962.
Ganó un Premio Filmfare a la mejor cantante femenina de playback por la composición de Salil Chowdhury "Aaja Re Pardesi" de Madhumati (1958). Su asociación con C. Ramchandra produjo canciones en películas como Albela (1951), Shin Shinkai Bublaa Boo (1952), Anarkali (1953), Pehli Jhhalak (1954), Azad (1955), Aasha (1957), y Amardeep (1958). Para Madan Mohan, actuó en películas como Baagi (1953), Plataforma ferroviaria (1955), Pocketmaar (1956), Sr. Lambu (1956), Dekh Kabira Roya (1957), Adalat (1958), Jailor (1958), Mohar (1959) y Chacha Zindabad (1959).
Su canción Aye Maalik Tere Bande Hum, que fue la composición original de Vasant Desai y se utilizó en la película Do Aankhen Barah Haath de 1957, fue adaptada por una escuela pakistaní como himno escolar.

### Década de 1960
La canción de Mangeshkar "Pyar Kiya To Darna Kya" de Mughal-e-Azam (1960), compuesta por Naushad y sincronizada con los labios por Madhubala, sigue siendo famosa. El número con temática hawaiana "Ajeeb Dastaan Hai Yeh", de Dil Apna Aur Preet Parai (1960), fue compuesta por Shankar-Jaikishan y sincronizada con los labios por Meena Kumari.
En 1961, grabó dos populares bhajans, "Allah Tero Naam" y "Prabhu Tero Naam", para el asistente de Burman, Jaidev. En 1962, recibió su segundo premio Filmfare por la canción "Kahin Deep Jale Kahin Dil" de Bees Saal Baad, compuesta por Hemant Kumar.
El 27 de enero de 1963, con el telón de fondo de la Guerra chino-india, cantó la canción patriótica "Aye Mere Watan Ke Logo" (literalmente, "Oh, gente de mi país") en presencia de Jawaharlal Nehru, entonces primer ministro de la India]]. Se dice que la canción, compuesta por C. Ramchandra y escrita por Kavi Pradeep, hizo llorar al primer ministro.
En 1963, volvió a colaborar con S. D. Burman. Había cantado en la primera película de R. D. Burman, Chhote Nawab (1961), y posteriormente en sus películas como Bhoot Bungla (1965), Pati Patni (1966), Baharon ke Sapne (1967) y Abhilasha (1969). También grabó varias canciones populares para S. D. Burman, como "Aaj Phir Jeene Ki Tamanna Hai", "Gata Rahe Mera Dil" (a dúo con Kishore Kumar) y "Piya Tose" de Guide (1965), "Hothon Pe Aisi Baat" de Jewel Thief (1967), y "Kitni Akeli Kitni Tanhaa" de Talash.
Durante la década de 1960, continuó su asociación con Madan Mohan, que incluyó las canciones "Aap Ki Nazron Ne Samjha" de Anpadh (1962), "Lag Jaa Gale" y "Naina Barse Rim Jhim" de Woh Kaun Thi (1964), "Woh Chup Rahen To" de Jahan Ara (1964), "Tu Jahan Jahan Chalega" de Mera Saaya (1966) y "Teri Aankho Ke Siva" de Chirag (1969), y tuvo una asociación continua con los maestros Shankar Jaikishan, que la hicieron cantar en varios géneros en la década de 1960.
La década de 1960 también fue testigo del inicio de su asociación con Laxmikant-Pyarelal, los directores musicales para los que cantó las canciones más populares de su carrera. A partir de 1963, la asociación de Laxmikant-Pyarelal con Lata Mangeshkar se fortaleció con los años. Cantó más de 700 canciones para el dúo de compositores a lo largo de 35 años, muchas de las cuales se convirtieron en grandes éxitos. Cantó para Parasmani (1963), Mr. X in Bombay (1964), Aaye Din Bahar Ke (1966), Milán (1967), Anita (1967), Shagird (1968), Mere Hamdam Mere Dost (1968), Intaquam (1969), Do Raaste (1969) y Jeene Ki Raah, por la que obtuvo su tercer Premio Filmfare.
También cantó varias canciones en playback para el películas marathi, compuestas por directores de música marathi como Hridaynath Mangeshkar, Vasant Prabhu, Srinivas Khale, Sudhir Phadke y ella misma, bajo el seudónimo de Anandghan. Durante las décadas de 1960 y 1970, también cantó varias canciones en Bengalí compuestas por directores musicales como Salil Chowdhury y Hemant Kumar.
Debutó en Kannada en 1967 para la película Kranthiveera Sangolli Rayanna grabando dos canciones para el director musical Lakshman Berlekar. La canción "Bellane Belagayithu" fue bien recibida y apreciada.
En la década de 1960, grabó duetos con Kishore Kumar, Mukesh, Manna Dey, Mahendra Kapoor y Mohammed Rafi. Durante un breve periodo de la década de 1960, no estuvo en buenos términos con Mohammed Rafi por el tema de los pagos de derechos a los cantantes. Quería que Rafi le apoyara en la exigencia de la mitad del cinco por ciento de los derechos de las canciones que la productora de la película concedía a los compositores seleccionados. Pero Rafi tenía una opinión diametralmente opuesta, y creía que el derecho de un cantante de playback sobre el director de cine terminaba con el pago de los honorarios acordados por la canción, lo que provocó tensiones entre ambos. Tras una discusión durante la grabación de la canción 'Tasveer Teri Dil Mein, de Maya (1961), ambos se negaron a cantar juntos. El director musical Shankar Jaikishan negoció posteriormente una reconciliación entre ambos.